# 하르트발 아레나
하르트발 아레나(Hartwall Arena)는 핀란드 헬싱키에 있는 다목적 경기장이다.